# Guerreros
Guerreros – hiszpański dramat wojenny z 2002 roku w reżyserii Daniela Calparsoro.

## Fabuła
Akcja filmu rozgrywa się w 2000 w Kosowie. Pluton żołnierzy hiszpańskich, wchodzących w skład KFOR ma za zadanie przywrócić elektryczność w małym mieście na pograniczu Kosowa i Serbii. W czasie misji trafiają w sam środek walk, toczących się na pograniczu. W obliczu zagrożenia ujawniają się zróżnicowane postawy żołnierzy hiszpańskich, wobec obcego im konfliktu.

## Główne role
- Eloy Azorin jako Vidal
- Eduardo Noriega jako Alonso
- Rubén Ochandiano jako Rubio
- Carla Pérez jako Balbuena
- Roger Casamajor jako Lucas
- Iñaki Font jako Gomez
- Sandra Wahlbeck jako Monica
- Fernando Jiménez jako urzędnik serbski
- Roman Luknar jako urzędnik serbski
- Blerim Gjoci jako przywódca Albańczyków
- Olivier Sitruk jako Marceau
- Arsenio Luna jako Jefe Albano
- Fernando Cayo jako żołnierz serbski
- Karol Wiśniewski jako żołnierz serbski
- Stefan Elbaum jako Blanchard
- César Martínez jako Campesino
- Jordi Vilches

## Nagrody i wyróżnienia
- 2002 – nominacja do nagrody Złotej Żaby na Camerimage dla Josepa M. Civita.

## Informacje dodatkowe
- Film realizowano w następujących miejscowościach: Guadalajara, Klina, Istok, Jablanica.